# Buchanan (Liberia)
Buchanan is de hoofdplaats van de Liberiaanse county Grand Bassa.
Bij de volkstelling van 2008 telde Buchanan 34.270 inwoners.